# Ken Laszlo
Ken Laszlo (eredeti nevén Gianni Coraini) (Firenze, 1954) italo-diszkó énekes, aki a 80-as években vált ismertté.
A Kent Barbie baba „párjától”, a Laszlo művésznevet a Casablanca c. film Viktor Laszlo nevű szereplőjétől kölcsönözte. Számtalan álnevet is használt pályája során.

## Élete
Gyermekként templomi kórusban énekelt, majd kamaszkorától különböző együttesekben többféle hangszerrel próbálkozott, de egyikhez sem voltak meg a szükséges adottságai, végül az éneklésnél kötött ki.
Ken a fiataloknak szóló zenét játszott. Karrierje 1980-ban kezdődött, amikor diszkókban és klubokban kezdett játszani és énekelni.
Az első sikere Európában a Hey Hey Guy kislemez volt 1984-ben.
Széles körben ismert dalai még a Tonight, a Don't Cry és az 1 2 3 4 5 6 7 8.

## Diszkográfia

### Albumok
- 1987 - Ken Laszlo
- 1998 - Dr Ken & Mr Laszlo
- 2007 - The Future is Now

### Kislemezek
- 1984 - Hey Hey Guy
- 1985 - Tonight (No.8 Svédországban, No.14 Hollandiában)
- 1986 - Don't Cry [No.13 Svédországban]
- 1987 - 1 2 3 4 5 6 7 8
- 1987 - Glasses Man
- 1988 - Red Man / Black Pearl
- 1989 - Everybody Is Dancing
- 1989 - Madame / Let Me Try
- 1989 - Hey Hey Guy For Tonight (Laszlo & Innocence)
- 1991 - Happy Song
- 1991 - Sha La La
- 1992 - Mary Ann
- 1992 - Baby Call Me
- 1994 - Everytime
- 1996 - Whatever Love
- 2003 - Inside my Nusic
- 2009 - Dancing Together

## Kislemezek szerzői álnevein
- DJ NRG - Kamikaze
- DJ NRG - Bad Boy
- DJ NRG - Ringo Boy
- DJ NRG - Extasy
- DJ NRG - You are Number One
- DJ NRG - Extasy (Maio and Co. Remix)
- DJ NRG - Kamikaze (Maio and Co. Remix)
- Ric Fellini - Passenger
- Ric Fellini - Welcome to Rimini
- Ric Fellini - Stop and Go
- Spencer - Doctor of Love
- Spencer - Hurricane
- Ricky Maltese - Warrior
- Ricky Maltese - Mama
- Alvin - A Lovely Night
- Alvin - Runaway, Getaway
- Alvin - Shocking Fever
- Alvin - Tonight Is The Night
- Rocky Custer - The Summer